# Ave de Zimbábue

Bandeira do Zimbábue-Rodésia 1979-1980

A Ave de Zimbábue é uma escultura de pedra talhada encontrada nas ruínas da cidade de Grande Zimbábue, considerada o emblema nacional do Zimbábue, aparecendo nas bandeiras nacionais e nos escudos de armas tanto do Zimbábue como da antiga Rodésia. Também é um símbolo que aparece nos bilhetes e moedas. Provavelmente representa uma Terathopius ecaudatus.
1. ↑  Huffman, Thomas N. (1985). «The Soapstone Birds from Great Zimbabwe». African Arts (3): 68–100. ISSN 0001-9933. doi:10.2307/3336358. Consultado em 21 de março de 2025